# Narconon
La Narconon International, più comunemente conosciuta semplicemente come Narconon, è una organizzazione che promuove le teorie di Ron Hubbard per la riabilitazione dall'uso di droghe.
I centri e il programma sono diretta emanazione del movimento a carattere religioso denominato "Scientology" e in esso operano esclusivamente membri di detto movimento. I centri Narconon operano sotto la licenza della ABLE associazione di cui è proprietaria Scientology.. I critici considerano i Narconon gruppi di facciata di Scientology volti a far proselitismo. Il diretto legame con Scientology è altresì affermato in una sentenza della Corte di cassazione che descrive il Narconon come ramificazione della chiesa di Scientology.

## Il metodo
I siti Narconon parlano di "tecnologia" ideata da Ron Hubbard che permetterebbe la riabilitazione dall'abuso di droghe e alcol.
Il programma consiste in due principali passi: la "detossificazione" e la "riabilitazione". La detossificazione altro non è se non l'adattamento del purification rundown ideato da Hubbard e presente anche nelle pratiche scientologhe e che si concreta in un trattamento giornaliero a base di vitamine in alto dosaggio, oltre a lunghissime sedute di sauna.
La parte restante del programma si concretizza nello studio dei testi e anche di esercizi di derivazione scientologa (in particolare i cosiddetti "TRs" cioè training routines). Queste includono il TR8, che si concreta nei comandi  ("alzati" e "siediti") che l'individuo deve dare a un posacenere ringraziando il posacenere per avere eseguito il comando Gli scientologist affermano che lo scopo dell'esercizio è quella di "inviare la propria intenzione" al posacenere al fine di farlo muovere.
Per la retta per circa tre, quattro mesi di permanenza al Narcon, i pazienti spendono dai 10.000,00 ai 30.000,00 dollari (le tariffe sono riferite agli USA e possono variare da Stato a Stato e da un centro Narconon all'altro). In Italia sei mesi di retta hanno un costo di 20.000 euro.
I medici hanno aspramente criticato i metodi utilizzati nei Narconon sia per ciò che concerne la loro sicurezza sia per la loro efficacia, poiché tali metodi si fondano su teorie che non trovano alcun riscontro. Particolari critiche sono state dirette all'uso terapeutico delle vitamine (incluse le massicce dosi di niacina) e il largo uso di sessioni di sauna

## Presunti risultati e critiche
I centri Narconon del sud Europa danno come percentuale di successo del trattamento il 69,2% senza ricadute a distanza di due anni, e il sito web del Narconon internazionale parla di una percentuale di successo del 75%. Freedom magazine (pubblicazione di Scientology) parla di successi di oltre il 70%, mentre la rivista Ron the Humanitarian da l'84,6%
Chris Owen ha analizzato gli studi che i Narconon citano a riprova delle loro statistiche. Le percentuali alle quali arriva l'analisi di Owen sono molto inferiori a quelle dichiarate (in taluni casi si riducono al 6,6%) portando così alla conclusione che "la maggioranza di chi si iscrive al Narconon non completa il programma; la maggioranza di chi lo completa torna poi all'abuso di droga." 
Nel 1999, alcuni scientologisti di Clearwater in Florida provarono a introdurre il programma del Narconon nelle scuole del distretto. La commissione scolastica del distretto tuttavia impedì agli studenti di seguire il programma antidroga proposto dal Narconon basato sugli insegnamenti di Ron Hubbard, affermando che l'insegnamento della "scala del tono" e degli altri scritti di Scientology fosse inappropriato per una educazione contro le droghe.
Nel 2004 Narconon offrì un programma antidroga gratuito alle scuole pubbliche della California. Una serie di articoli sul San Francisco Chronicle del 9 e 10 giugno di quell'anno riportano un'inchiesta ufficiale sulle affermazioni del Narconon. Come risultato dell'inchiesta, nel febbraio del 2005, il soprintendente dello Stato alla pubblica istruzione, Jack O'Connell, raccomandò ufficialmente a tutte le scuole di rigettare il programma del Narconon dopo che era stata appurata l'inaccuratezza e la non scientificità delle informazioni con esso divulgate.
Nonostante i risultati del trattamento Narconon siano oggetto di dispute e dibattito, un certo numero di celebrità hanno pubblicamente attestato che per loro il trattamento è stato utile, come, ad esempio, il musicista Nicky Hopkins e l'attrice Kirstie Alley, entrambi membri di Scientology.
Il Narconon, in ogni caso, è considerato generalmente fuori da ogni consesso scientifico e istituzionale a livello europeo. Questo perché non divulga i dati, i metodi e i risultati né il numero di tossicodipendenti che passano per esso né è soggetto a controlli statali. Inoltre il Narconon non è membro del Forum of Civil Society, un coordinamento di 35 grandi associazioni che operano sulle dipendenze costituito dalla Commissione europea.
Il Narconon è citato anche nel libro Noi, i ragazzi dello zoo di Berlino che racconta la vera storia di Christiane Vera Felscherinow. Nel libro, dai racconti di Christiane F. e della madre, emerge una realtà niente affatto lusinghiera per il Narconon.
Un meta-studio del 2008 conclude che "non esiste alcuna seria ricerca che attesti la efficacia dei Narconon." Tale conclusione è dovuta sia al fatto che ci sono pochi studi in merito sia perché quei pochi studi non hanno natura sperimentale.

## Altri aspetti controversi
Nel 1984 una donna francese Jocelyne Dorfmann morì a 34 anni a Grancey-sur-Ource (vicino a Digione) in un centro Narconon a causa di una epilessia non curata. Il responsabile del centro fu condannato per omissione di soccorso e il centro Narconon fu chiuso. In un altro caso i responsabili di un centro Narconon a Como furono denunciati per l'eccessiva sporcizia del centro, che comportava «un alto grado di rischio per la trasmissione di malattie infettive dovuto alla precarietà delle strutture».
Nel 1999 la Corte di cassazione statuì che le attività dei Narconon hanno natura commerciale, e che quindi sono soggette a relativa imposizione fiscale.